# Ectoneura picturata
Ectoneura picturata är en kackerlacksart som beskrevs av Morgan Hebard 1943. Ectoneura picturata ingår i släktet Ectoneura och familjen småkackerlackor. Inga underarter finns listade i Catalogue of Life.